# Repülőtéri vonatkozási pont

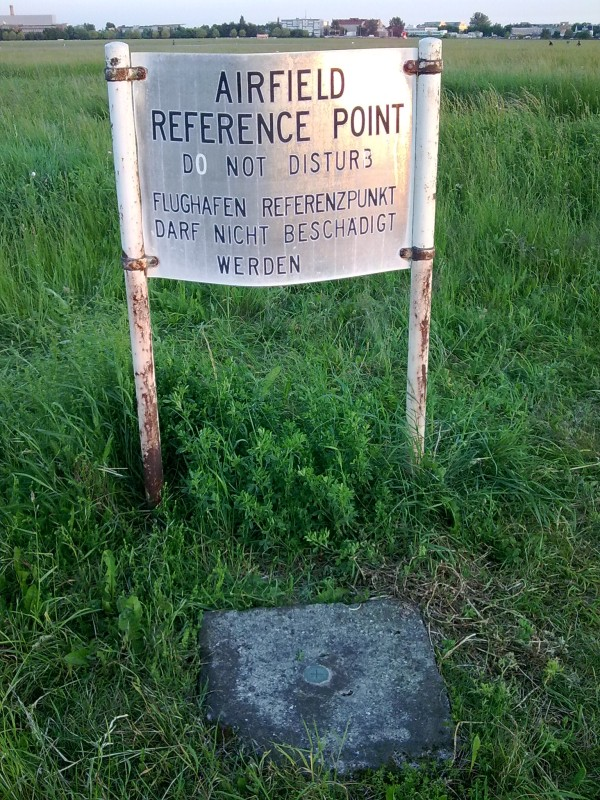
ARP feltüntetése annak helyszínén

A vonatkozási pont (angolul: Aerodrome Reference Point, általános rövidítése ARP) egy repülőtér kijelölt, hivatalos földrajzi helye, melyet WGS84 földrajzi koordinátákkal adnak meg. Gyakran a pályák „súlypontjában” (egy pálya esetén annak a közepén) helyezkedik el, de ez nem követelmény; akár egy mérföldre is lehet a pályáktól és a repülőtéri létesítményektől. Segítségével határozzák meg a repülőtér egyes jellemzőit (például minimális biztonságos magasságok, akadályvédelmi körzetek).
Helikopterleszállóknál a vonatkozási pontot HRP-nek (Heliport Reference Point) nevezik.

## Jelölése
A repülőtér térképén általában egy „célkereszt” (körbe rajzolt vízszintes és függőleges vonal) jelöli a pontot, mellette ARP betűkkel. Ha az ARP a pálya közepén van, akkor jelölheti egy egyszerű nyíl is, mely a pálya közepe felé mutat, mellette szintén ARP betűkkel. A térképen feltüntetik a pont WGS84 koordinátáit is (például ARP 553254N 0132112E).
Az ARP ábrázolása általában csak a térképekre korlátozódik; nincs olyan követelmény vagy előírás, hogy valós fizikai helyén is feltüntessék (persze ettől még megjelölhető a helyszínen is; lásd a jobboldali fényképet).

## Helyének meghatározása
Minden repülőtérnek kötelező módon van vonatkozási pontja, és ezt fok-perc-másodperc formában adják meg.
Az amerikai Szövetségi Légügyi Hivatal (FAA) előírása szerint a vonatkozási pontot a létező és használatban levő pályák hosszát és végeinek koordinátáit figyelembe véve kell meghatározni, adott képlet alapján (hasonlóan egy fizikai tömegközéppont számításához, de csak két dimenzióban). Értelemszerűen ha csak egyetlen használatban levő pálya van a reptéren, akkor az ARP annak közepén lesz. Burkolatlan (például füves) pályájú repülőtereknél elég megbecsülni az ARP helyzetét, nem szükséges pontos méréseket végezni.
A Nemzetközi Polgári Repülési Szervezet (ICAO) csak annyit ír elő, hogy az ARP a repülőtér jelenlegi vagy tervezett mértani közepének közelében kell elhelyezkedjen. Ezért egyes esetekben az ARP tekintélyes távolságra van a pályáktól (például a malmői repülőtéren, ahol a létesítményt északnyugat felé tervezték bővíteni).
Az ARP helye nem változik, akkor is eredeti, kezdeti helyén marad, ha egyes pályákat megszüntetnek és/vagy újakat építtetnek.

## Jelentősége
- Az ARP az a pont, amelyet megadnak a repülőtér pontszerű koordinátájaként (például ehhez viszonyítva mérik a távolságokat).
- Kijelölt rádiónavigációs eszköz hiányában az ARP-hoz viszonyítva mérik a minimális biztonságos magasság szektorait.[8]
- A repülőtéri légnyomás az ARP 5 mérföldes környékére vonatkozik.[9]
- Körözéses megközelítés esetén az ARP (nem a pálya) irányába repülve kell megközelíteni a repülőteret.[10]
- Vizuális emelkedésnél (VCOA) az eljárás során adott távolságon belül kell maradni az ARP-tól.[11]
- A repülőtér terep- és akadályviszonyait részben az ARP köré rajzolt körök területén belül mérik.[12] Kanadában például az ARP-tól 10 tengeri mérföldig csak értesítés és engedély megszerzése után lehet bármilyen épületet, 30 mérföldig pedig magas struktúrákat emelni.[13] Vagyis minél alacsonyabb helyen határozzák meg az ARP-ot, annál több akadály észlelhető és jelölhető. Megjegyzendő, hogy az ARP tengerszint feletti magassága nem feltétlenül azonos a repülőtér magasságával (az utóbbit ugyanis a pályák legmagasabb pontjaként határozzák meg; az ARP lehet ennél jóval alacsonyabban is).[14]